# Ennomos dartfordi
Ennomos dartfordi är en fjärilsart som beskrevs av Tutt 1905. Ennomos dartfordi ingår i släktet Ennomos och familjen mätare. Inga underarter finns listade i Catalogue of Life.